# Cypripedium japonicum
Cypripedium japonicum es un miembro del género Cypripedium dentro de la familia Orchidaceae. Es endémica de China, Taiwán y Japón.

## Descripción
Es una planta herbácea de  tamaño pequeño a mediano, que prefiere el clima fresco, es de  creciente hábito terrestre. Produce la floración en la primavera.

## Distribución y hábitat
Se distribuye por Japón, Taiwán y China en  los suelos ricos en humus de los bosques y en  la sombra a lo largo de las quebradas en alturas de 1000 a 2000 metros.

## Taxonomía
Cypripedium franchetii fue descrita por Carl Peter Thunberg y publicado en  Flora Japonica, . . . 30. 1784.
Etimología
El nombre del género viene de « Cypris », Venus, y de "pedilon" = "zapato" o "zapatilla" en referencia a su labelo inflado en forma de zapatilla.
Sinonimia
- Cypripedium cathayenum S.S.Chien (1930)
- Cypripedium japonicum var. glabrum M. Suzuki (1980)[3][4]